# Hidaya
Hidaya ou Hidāyah ( arabe : هداية, Hidaya API : [hɪdaːja]) est un mot arabe signifiant « orientation », « voie». Selon la croyance islamique, Allah a fourni des conseils aux humains, principalement exprimés dans le Coran. Outre le Coran, Mahomet a aussi laissé des enseignements comme la Hidayah, ou « guidage » (SAW), ainsi que la Sunna du Prophète, qui décrit la manière dont il a vécu sa vie. 
Grâce à ses explications et aux directives du Coran, les musulmans aspirent à accéder à une meilleure manière de vivre. 
Il existe 2 types de hidayah : la hidayah at-tawfeeq (le droit de Dieu de nous guider uniquement) et la hidayah ad-Dalaalah (les conseils des prophètes, des messagers, des érudits, etc.)

## Voir également